# Hemichroa crocea
Hemichroa crocea är en stekelart som först beskrevs av Geoffroy.  Hemichroa crocea ingår i släktet Hemichroa och familjen bladsteklar. Arten är reproducerande i Sverige. Inga underarter finns listade i Catalogue of Life.